# Џибути на Светском првенству у атлетици на отвореном 2009.
Џибути је учествовао на Светском првенству у атлетици на отвореном 2009. одржаном у Берлину 15. до 23. августа једанаести пут. Није учествовао 2001. године. Репрезентацију Џибутија представљао је један такмичар који се такмичио у трци на 800 м.
На овом првенству Џибути није освојио ниједну медаљу нити је постигнут неки рекорд.

## Резултати

### Мушкарци
| Атлетичар     | Дисциплина | Лични рекорд | Група    | Група      | Полуфинале           | Полуфинале           | Финале               | Финале       | Детаљи |
| Атлетичар     | Дисциплина | Лични рекорд | Резултат | Место      | Резултат             | Место                | Резултат             | Место        | Детаљи |
| ------------- | ---------- | ------------ | -------- | ---------- | -------------------- | -------------------- | -------------------- | ------------ | ------ |
| Махамуд Фарах | 800 м      | 1:47,53      | 1:48,23  | 6. у гр. 4 | Није се квалификовао | Није се квалификовао | Није се квалификовао | 33 / 48 (51) |        |